# J.M.H. Hornix

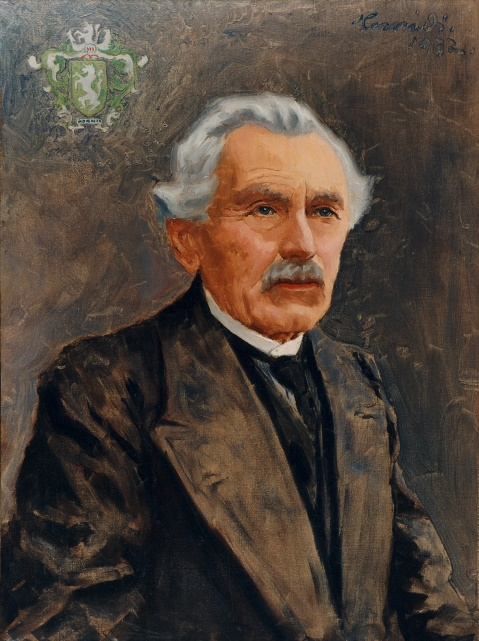
J.M.H. Hornix

Jan Mathijs Hubert Hornix (Stramproy, 26 maart 1851 – Venlo 25 september 1924) was een Nederlandse architect. Als directeur van de Gemeentebedrijven in Venlo had hij de bijnaam “Keien Ties”. Tevens was hij leraar bouwkundig tekenen aan het "Teekeninstituut" te Venlo. Hij is de vader van architect P.A.H. Hornix.
Naar zijn ontwerp is het Café Eugenia, een gemeentelijk monument aan de rand van de binnenstad van Venlo. Aan een uitvalsweg, op de hoek met de straat Helbeek is het pand 1901 gebouwd in neorenaissance-stijl. De buitenzijde vertoont vele ornamenten boven hoge ramen. Het gebouw is opgetrokken uit baksteen en in opvallend roze kleur geschilderd.
Daarnaast was hij ontwerper van de gloeilampenfabriek Pope, gebouwd in 1889 aan de Mercantorstraat en de voormalige burgemeesterswoning in het Julianapark in Venlo waarin sinds 1971 het Museum van Bommel van Dam is gevestigd. De Pope fabriek verhuisde in 1967 naar het industrieterrein Groot Boller te Blerick, waardoor hier eerst het gemeentearchief en de MTS werd gehuisvest en later het terrein vrij kwam voor woningbouw. 
In 1902 bouwde hij een woonhuis met concertzaal aan de Noord-Singel (nu Hogeweg). Het gebouw werd de Apollo-Zaal genoemd en heeft een topgeveltje met natuurstenen ornamenten, fraai metselwerk en een met versierselen omgeven hoofd van een Griekse godheid. In 1909 werd er de Glasglühlichtwerke Universum, de latere glasgloeilichtkousjes-fabriek Aurora gevestigd. Nadat de Aurora-fabriek in 1917 zijn deuren had gesloten ging de zaal, na een inwendige verbouwing naar een plan van de Venlose architect Jules Kayser, op 30 juli 1922 weer open onder de naam Venlona-Zaal.